# Chiesa di San Gregorio Papa (Palermo)

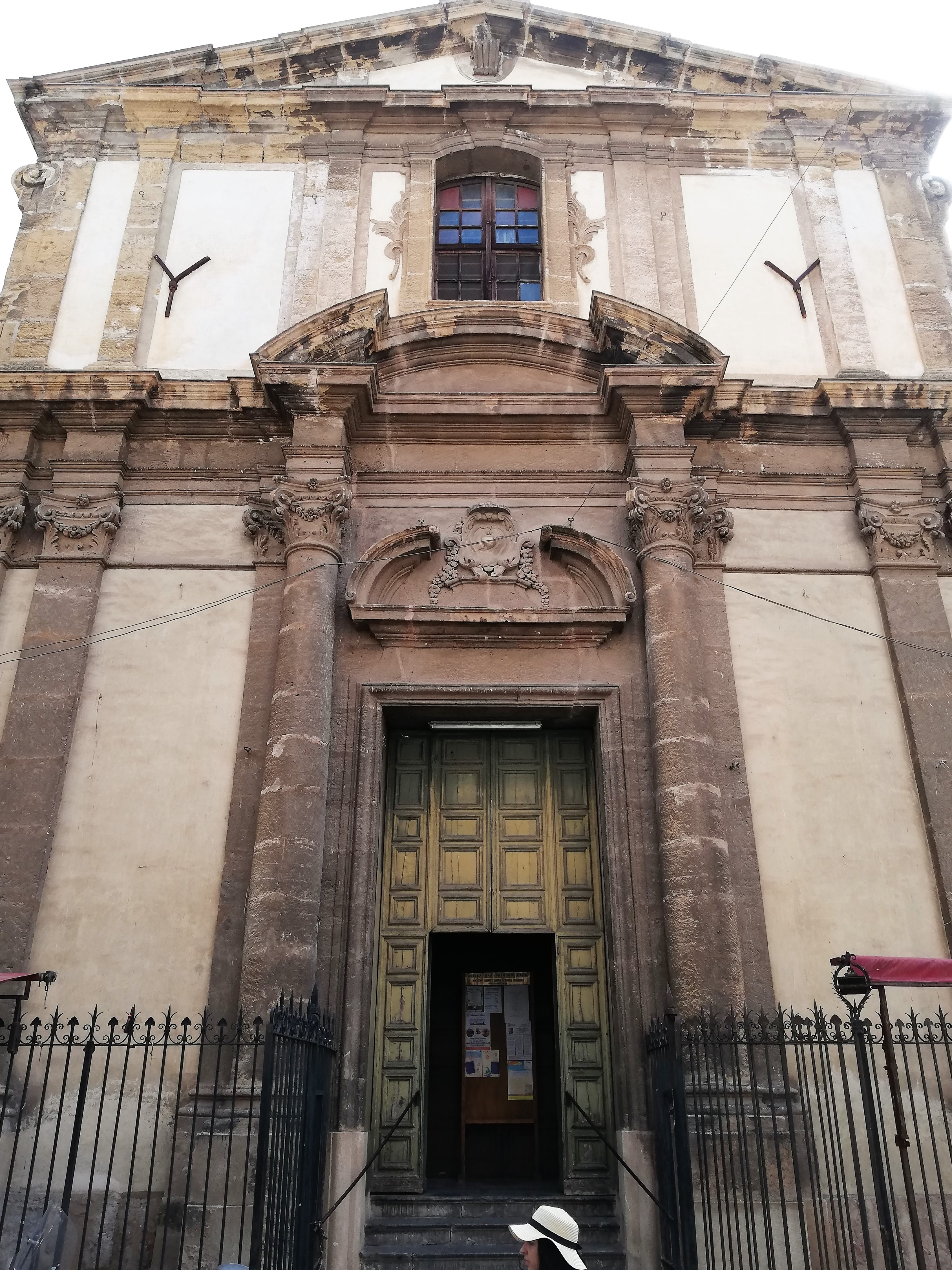
La facciata.

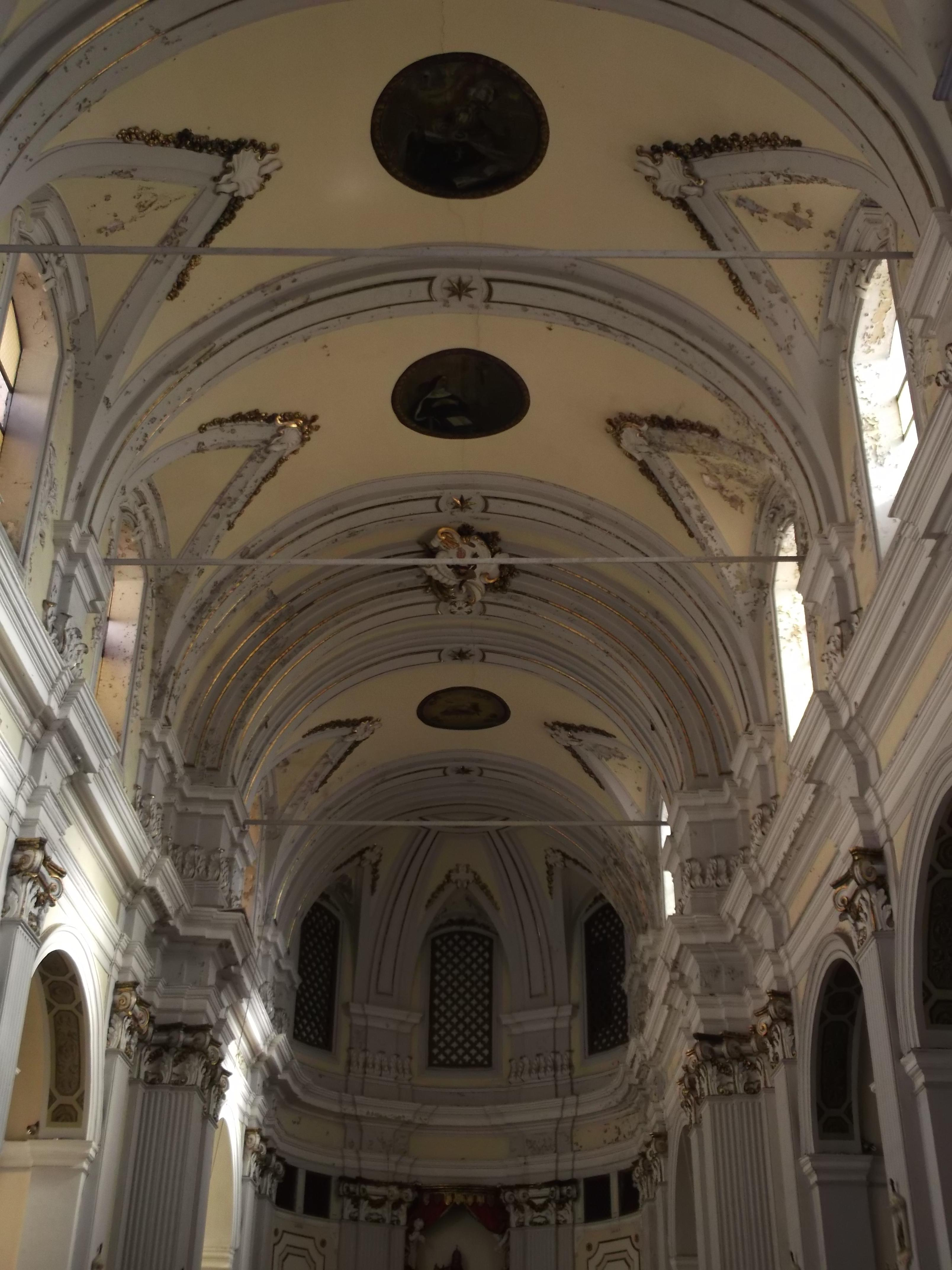
La volta della chiesa.

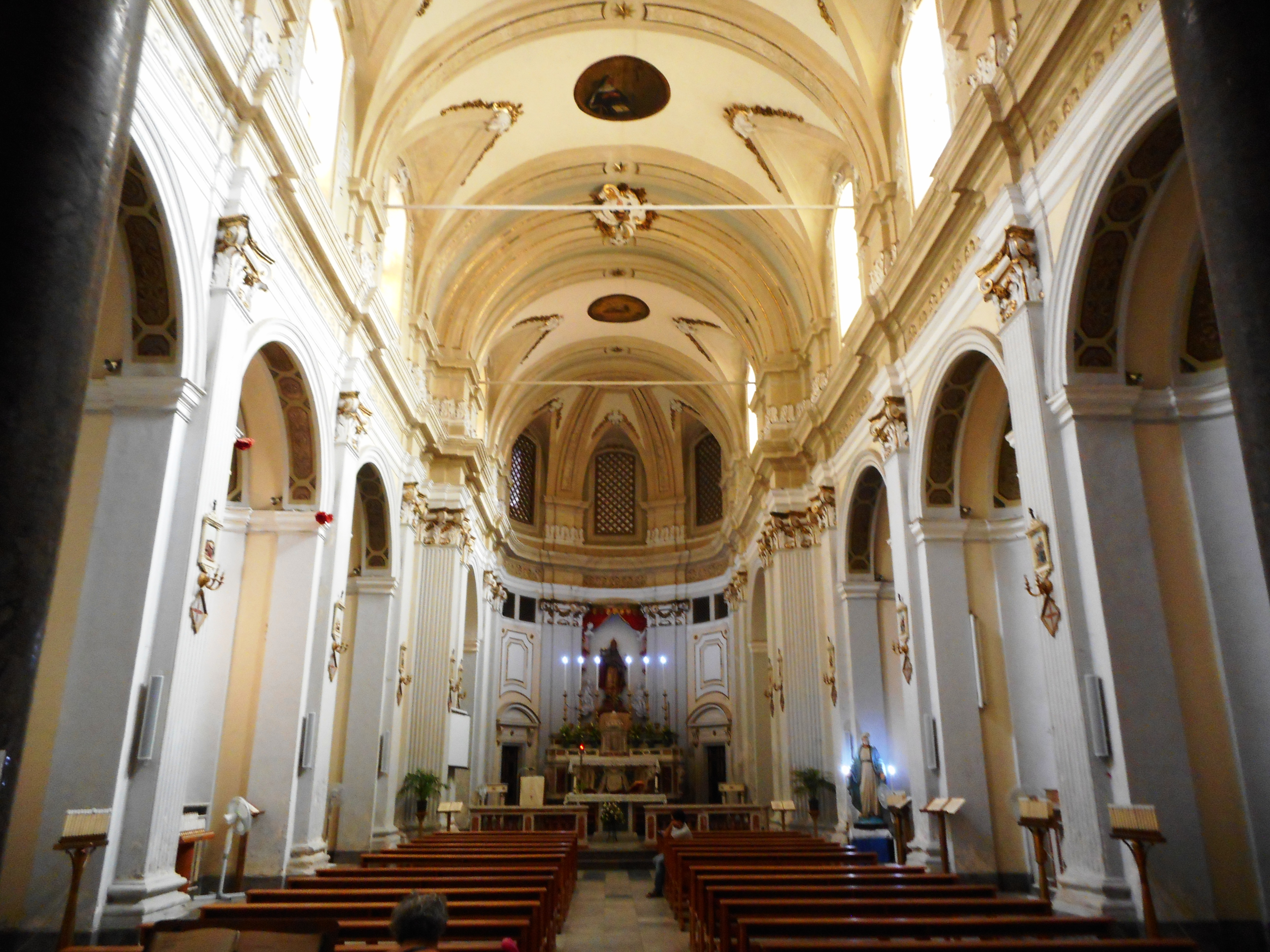
Navata.

La chiesa di San Gregorio papa è una chiesa di Palermo, avente origini molto antiche e sita nel quartiere Capo, a poca distanza da Porta Carini.

## Storia
Secondo la tradizione la chiesa originaria fu costruita, insieme al monastero Pretoriano, sull'area corrispondente alla casa pretoriana di Santa Silvia, madre del pontefice romano Gregorio I, eletto al soglio di Pietro nel 590. Sarebbe stato l'esplicito interessamento del papa a condurre alla costruzione della chiesa. Una tradizione riferita a Santa Silvia vuole che costei concepì il futuro pontefice proprio nella casa palermitana. Dopo la morte del papa la chiesa ed il monastero presero il suo nome. Tuttavia l'aggregato monastico fu distrutto dagli arabi nell'842.
- 1320 - 1333, La chiesa è ricostruita per iniziativa dell'arcivescovo Giovanni Orsini.[4]
- 1424, Fondazione della Confraternita di San Gregorio Magno.[5]

Nel 1609, per concessione dell'arcivescovo Giannettino Doria, subentrano gli agostiniani scalzi di San Nicola da Tolentino, che trasformarono il complesso monastico in aggregato conventuale adibendolo a noviziato.
- 1615, Lo smantellamento della Cappella di San Gregorio rivela una lapide in lingua greca indicante la data di edificazione del primitivo edificio.[4]

Tra il 1687 ed il 1740 fu eretta l'attuale struttura nonché l'attiguo convento. Nel 1866, anno della soppressione degli ordini religiosi, la chiesa e il convento furono destinati a deposito di alimenti e scuola pubblica fino al 15 agosto 1920, giorno in cui gli agostiniani ripristinarono l'esercizio di culto.
Attualmente è sede e studentato degli agostiniani scalzi e dal 1956 ospita il gruppo scout AGESCI Palermo 15.
Dal 2016 ospita una comunità del M.A.S.C.I. ( Movimento Adulti Scout Cattolici Italiani ) Palermo 3 Aquile Randagie
Dal 2020 anche la comunità M.A.S.C.I. Palermo 1 "Giuseppe Pipitone.

## Facciata
L'esterno della chiesa presenta una facciata tipicamente barocca in pietra d'intaglio con cancellata a protezione del vano centrale. Il prospetto è articolato da nervature orizzontali di coppie di paraste in pietra naturale, sovrapposte e in prospettiva convessa verso l'esterno. Paraste singole per la coppia che delimita il vano del portale, culminanti in una massiccia trabeazione che separa i due ordini. Al centro un timpano ad arco spezzato con finestrone intermedio.
Nel secondo livello le nervature sono costituite da lesene. Il portale è costituito da colonne con capitelli finemente decorati, elementi provenienti dalla Chiesa di Santa Teresa a Porta Carini, demolita per esigenze urbanistiche nel 1740. Il timpano ad arco spezzato reca al centro il simbolo agostiniano: il cuore trafitto da una freccia. Un frontone triangolare chiude la prospettiva. Volute a riccioli raccordano i due ordini. I portali laterali sono sormontati da timpani curvilinei che sottintendono degli oculi ciechi.

## Interno
All'interno non abbondano ornamenti e oggetti di notevole valore, tuttavia in un angolo dell'edificio si innalza l'altare dedicato a Sant'Agostino, di pregevole fattura e il coro. Un antico dipinto raffigurante Santa Silvia è in attesa di restauro. Sulla volta i tondi affrescati di San Nicola da Tolentino, Sant'Agostino d'Ippona, Santa Monica e l'Agnus Dei.

### Parete destra
Lungo le pareti laterali sono documentate sei cappelle.
- Mater Dolorosa, nicchia con statua. Il simulacro è condotto in processione il Venerdì Santo per i Riti della Settimana Santa di Palermo.
- Prima campata: Cappella Madonna della Cintura. Pala d'altare raffigurante la Madonna della Cintura ritratta con Sant'Agostino e Santa Monica, opera del XVIII secolo.
- Seconda campata: Cappella di San Giuseppe. Altare con statua lignea raffigurante San Giuseppe con il Bambino XVIII secolo.
- Terza campata: Cappella della Trinità e Sant'Agostino. Sull'altare il quadro di Sant'Agostino dottore della Chiesa.

### Parete sinistra
- Ecce Homo, nicchia con busto.
- Prima campata: Cappella La Vergine Maria e San Nicolò da Tolentino. Sull'altare quadro San Nicola da Tolentino XVIII secolo.
- Seconda campata: Cappella Santa Rita da Cascia. Sull'altare è collocata la statua di Santa Rita da Cascia.
- Terza campata: Cappella Madonna della grotta di Belvedere. Quadro del XVII secolo.

### Presbiterio
- Braccio destro. Cappella del Santissimo Crocifisso. Altare con Crocifisso ligneo del XVIII secolo.
- Braccio sinistro: Cappella di Santa Silvia. Ricca di pregevoli stucchi settecenteschi di stile barocco che compongono un'edicola decorata con drappeggio a baldacchino attorno alla nicchia centrale che ospitava una raffinata statua della Santa titolare della cappella. La statua di Santa Silvia è trasferita in altro sito, in atto sostituita con un'antica rappresentazione lignea di Sant'Agostino. Completano ai lati le raffigurazioni in stucco della Fede e Carità, nel timpano è presente il Padre Eterno benedicente. Sulla parete sinistra è collocata la tela raffigurante la Presentazione di Maria al Tempio.
- Altare maggiore: statua lignea di San Gregorio sull'altare maggiore.[5]

• Cappella Laterale (accanto l’entrata) Statua lignea Di Maria SS. Del Paradiso, la quale si festeggia ogni anno l’ultima domenica di agosto.

## Sacrestia
Un varco sulla parete destra permette l'accesso alla sacrestia arredata con armadi seicenteschi in legno d'ebano artisticamente intagliati.
Tra le altre opere sono documentate dipinti raffiguranti la Madonna della Cintura con i santi dell'ordine agostiniano e la Madonna del Belvedere.

## Monastero Pretoriano
- VI secolo, Primitivo luogo di culto.

## Convento di San Gregorio degli Agostiniani Scalzi
- 1609, Il Convento di San Gregorio degli Agostiniani Scalzi sorge ove era edificato il Monastero Pretoriano.[1] Nel XVII secolo sono documentate 28 camere e il noviziato prima dell'ampliamento delle strutture. Gli introiti provenivano da censi, elemosine e generi in natura. Apparteneva alla Congregazione degli agostiniani scalzi.

Dopo l'emanazione delle leggi eversive il patrimonio librario confluì nelle strutture della Biblioteca comunale di Casa Professa.
- XVII secolo, Madonna della Grazia di Pietro Antonio Novelli figlio Pietro Novelli.[8]
- ?, Madonna di Belvedere, primitiva dislocazione.

## Confraternita di San Gregorio Magno
- 1424, Confraternita di San Gregorio Magno.[5]
- 1625, Scioglimento del sodalizio.[5]

## Cripta
- Cripta di forma rettangolare accessibile dalla corte esterna retrostante tramite botola.

## Chiesa di Santa Teresa a Porta Carini
- 1740, La chiesa di Santa Teresa a Porta Carini è stata abbattuta nell'ambito di nuovi sviluppi urbanistici dell'epoca.